# エクストリーム・ベートーヴェン
『エクストリーム・ベートーヴェン 〜ルートヴィヒ・ヴァン・ベートーヴェンの主題による変容〜』（Extreme Beethoven - Metamorphoses on themes by Ludwig van Beethoven）は、ヨハン・デ・メイが作曲した吹奏楽曲。演奏時間は約18分。

## 概要
オランダのケルクラーデ市で開催される“世界音楽コンクール（WMC）”の、2013年大会の“吹奏楽ファースト・ディヴィジョン”の課題曲として2012年に作曲された。
この曲は、『エクストリーム・メイクオーヴァー』と同じ考えの下に作曲された。ただし、この曲は（狭義の）吹奏楽のために作曲されており、『エクストリーム・メイクオーヴァー』と異なり、ブラスバンドやファンファーレバンド用の版は現在は存在しない。
楽譜は、オランダのアムステル・ミュージック（Amstel Music）から出版されている。

## 曲の構成
ベートーヴェンの様々な楽曲の要素が鏤められたこの曲の冒頭は、よく知られたピアノ協奏曲第5番の第2楽章の旋律で始まり、徐々に他の旋律が現れるきっかけを与える。最初はダイナミクスも小さく希薄な旋律として奏でられるが、驚くような曲の展開がなされる。その後、さまざまなベートーヴェンの作品の主題が現れ、通常の楽曲のようにちりばめられている。これらの旋律は単に引用されているのではなく、最小限の音型で表現されたり、対位法により表現されたりと、さまざまな方法により曲の随所に現れる。
数多くの旋律がさまざまな手法で引用されていることにより、聴衆を天才的な頭脳の中身を垣間見るような錯覚に陥らせる。この曲は9つの交響曲を主に取り上げ表現しているが、それ以外にも、『エグモント』序曲、ピアノソナタ第14番、『エリーゼのために』、トルコ行進曲（『アテネの廃墟』の第5曲）も取り入れられている。
曲の中盤で、2つのパートが異なる旋律を奏でる部分があり、徐々に雰囲気が変わるきっかけとなっている。中盤以降はエグモント序曲の終盤の主題を低音楽器によりジャズ調のオスティナートにより表現している。この8つの音符の奇妙な連なりが、この曲の中盤以降に時折出たり、隠れたり、を繰り返しつつも徐々に音楽全体を支配するようになる。曲の終盤では再び、ピアノ協奏曲第5番の第2楽章の主題が、冒頭でのそれとは違い大規模な編成で奏でられる。
また本作では、作曲者であるヨハン・デ・メイがバンダに関して、小節番号を明示して演奏の仕方や、歩いて舞台に移動する、といった細かい指定をしている。舞台で演奏しているものとは異なるテンポや異なる調で演奏するようにも指定している。

## 主要な楽曲の使われ方
ルートヴィヒ・ヴァン・ベートーヴェンの各曲は以下の表にあるように引用され、本作品のさまざまな場面で使われている。
| 引用元楽曲                              | 引用部分 | 本作品での演奏箇所                                                                     | 備考                                                                                             |
| --------------------------------------- | --- | -------------------------------------------------------------------------------------- | ------------------------------------------------------------------------------------------------ |
| 交響曲第1番                             | 4楽章終盤の3つの短い音の軽快な繰り返し                                                                                       | 冒頭のピアノ協奏曲第5番(皇帝)の引用が終わった後                                        | -                                                                                                |
| 交響曲第2番                             | 1楽章中盤から出てくる主に高音域の木管楽器により奏でられる旋律                                                                | ピアノソナタ第14番(通称:月光)の引用が終わった後の旋律の後に出てくる                    | -                                                                                                |
| 交響曲第3番(英雄)                       | 1楽章冒頭の弦楽器や高音域の木管楽器により奏でられる旋律                                                                      | トルコ行進曲（『アテネの廃墟』の第5曲）の引用よりも前 (275小節目)                      | -                                                                                                |
| 交響曲第3番(英雄)                       | 1楽章冒頭の弦楽器や高音域の木管楽器により奏でられる旋律                                                                      | (202小節目)                                                                            | チェロ (1名、弱音器付きの指定)                                                                   |
| 交響曲第3番(英雄)                       | 1楽章冒頭の弦楽器や高音域の木管楽器により奏でられる旋律                                                                      | (209小節目)                                                                            | サクソフォーン (Alto 1&2, Tenor 1&2)                                                             |
| 交響曲第3番(英雄)                       | 1楽章冒頭の弦楽器や高音域の木管楽器により奏でられる旋律                                                                      | (231小節目)                                                                            | サクソフォーン (Alto 1&2, Tenor 1&2, Baritone)                                                   |
| 交響曲第3番(英雄)                       | 第3楽章中間部のホルン三重奏                                                                                                  | (213小節目)                                                                            | ホルン (1, 2, 3)                                                                                 |
| 交響曲第3番(英雄)                       | 第3楽章中間部のホルン三重奏                                                                                                  | (234小節目)                                                                            | ホルン (1-4)                                                                                     |
| 交響曲第3番(英雄)                       | 1楽章中盤の木管楽器や弦楽器により奏でられる旋律                                                                              | 中盤の交響曲第7番の4楽章最後の中音域の金管楽器により奏でられる旋律の引用直後           | -                                                                                                |
| 交響曲第3番(英雄)                       | 1楽章中盤の木管楽器や弦楽器により奏でられる旋律の直前                                                                        | 曲の終盤にある、交響曲第9番の4楽章終盤の合唱の切れ目で弦楽器から始まる旋律の引用の直前 | 原曲と比べ編成は大規模になっている。                                                             |
| 交響曲第4番                             | 1楽章に3回現れる、裏拍で入る8つの音2つの組で構成される旋律。最初木管楽器、そのあと弦楽器により演奏される                     | 『エグモント』序曲の8つの音に混ざって演奏される                                        | 2回現れる。                                                                                      |
| 交響曲第5番(通称:運命)                  | 1楽章序盤の旋律 | 『エグモント』序曲の8つの音の合間に現れる                                              | 旋律の後半を少し引用している。短く高音域の木管楽器で演奏される。                                 |
| 交響曲第5番(通称:運命)                  | 1楽章終盤の弦楽器と木管楽器の下降音型の旋律                                                                                  | 『エグモント』序曲の8つの音に混ざって演奏される                                        | 2回繰り返される。                                                                                |
| 交響曲第6番(田園)                       | 4楽章の最後数小節の木管楽器により2回奏でられる旋律                                                                           | 交響曲第5番(通称:運命)1楽章終盤の引用の直後                                            | 本作品では引用元のフレーズに対応するフレーズが追加されている。高音域の木管楽器で表現されている。 |
| 交響曲第7番                             | 4楽章最後の中音域の金管楽器により奏でられる旋律                                                                              | 中盤                                                                                   | 中音域の金管楽器により表現される。                                                               |
| 交響曲第7番                             | 2楽章中盤の旋律 | トルコ行進曲（『アテネの廃墟』の第5曲）の引用より前の旋律のさらに前                    | -                                                                                                |
| 交響曲第7番                             | 2楽章序盤の旋律 | バンダの演奏の直前                                                                     | 本引用はバンダの演奏と一部重なっている。                                                         |
| 交響曲第7番                             | 3楽章序盤の旋律 | トルコ行進曲（『アテネの廃墟』の第5曲）の引用より前                                    | バンダにより演奏される。本引用の直前に、交響曲第7番の2楽章序盤の旋律の引用部分がある             |
| 交響曲第7番                             | 3楽章途中から現れる旋律 | トルコ行進曲（『アテネの廃墟』の第5曲）の引用より前に現れる                            | -                                                                                                |
| 交響曲第7番                             | 1楽章中盤に現れる、8つの音符で音階をなすような短い刻みのフレーズ(その後4つの音符で似た音型現れる。1楽章終盤にも似た音型あり) | 『エグモント』序曲の8つの音の合間に現れる。                                            | この引用の後、交響曲第4番の8つの音2つの組で構成される旋律の2回目の引用につながる。               |
| 交響曲第7番                             | 4楽章最後の中音域の金管楽器により奏でられる旋律                                                                              | 最後の数小節                                                                           | 一定間隔の刻みと併せて、中音域の金管楽器により奏でられている。                                   |
| 交響曲第8番                             | 2楽章後弦楽器や木管楽器で奏でられる旋律                                                                                      | 『エグモント』序曲の8つの音と一緒に演奏される                                          | 原曲と同じ旋律が、トロンボーンのグリッサンドを伴って演奏される。                                 |
| 交響曲第9番                             | 1楽章冒頭の弦楽器により始まる不穏な雰囲気の旋律                                                                              | 冒頭 (35小節目)                                                                        | 序盤のピアノ協奏曲第5番の旋律から、この旋律に変わる。                                            |
| 交響曲第9番                             | 1楽章中盤の高音域の木管楽器から始まる旋律                                                                                    | 『エグモント』序曲の8つの音の合間に現れる                                              | この後交響曲第5番(通称:運命)の1楽章序盤の旋律の引用につながる。                                  |
| 交響曲第9番                             | 2楽章序盤に現れる弦楽器から始まる旋律                                                                                        | 交響曲第6番(田園)の4楽章の引用の後に現れる                                             | 音の高さを変えて2回繰り返される。                                                                |
| 交響曲第9番                             | 4楽章終盤の合唱の切れ目で弦楽器から始まる旋律                                                                                | 終盤 (648小節目)                                                                       | -                                                                                                |
| ピアノ協奏曲第5番(皇帝)                 | 2楽章冒頭にある弦楽器により奏でられる旋律(ピアノはなし)                                                                      | 冒頭 (1小節目) および終盤 (604小節目)                                                  | -                                                                                                |
| 『エグモント』序曲                      | 後半部分に何度か繰り返される、8つの音で1つのフレーズをなす旋律                                                               | 中盤以降 (412小節目)                                                                   | 本作品中盤から終盤にかけ何度も登場する。                                                         |
| ピアノソナタ第14番(通称:月光)           | 1楽章冒頭 | 前半でダイナミクスが落ちた後 (183小節目)                                               | -                                                                                                |
| エリーゼのために                        | 不明 | 不明                                                                                   | -                                                                                                |
| トルコ行進曲（『アテネの廃墟』の第5曲） | 主題の旋律 | 中盤 (366小節目)                                                                       | 舞台で演奏される旋律とは意図的に独立させて、バンダにより演奏される。                             |

## 備考
本作について、
音楽学者や純粋主義者からすると、この曲を聴くに堪えないものであるという感想を持つかもしれないが、この曲は偉大な作曲者であるルートヴィヒ・ヴァン・ベートーヴェンへの惜しみない称賛と敬意の現れであり、この曲はルートヴィヒ・ヴァン・ベートーヴェンに対する、ひとつの頌歌（オード）である。
というメッセージがある。

## 編成
| 木管 | 木管                 | 金管  | 金管     | 弦・打 | 弦・打 |
| ---- | -------------------- | ----- | -------- | ------ | --- |
| Fl.  | 2, Picc. 2           | Crnt. | 2, Tp. 3 | Cb.    | 1 |
| Ob.  | 2, C.A.              | Hr.   | 4        | Timp.  | 1 |
| Fg.  | 2                    | Tbn.  | 3, Bass  | 他     | チェロ,ピアノ,ハープ,グロッケンシュピール,シロフォン,マリンバ,ヴィブラフォン,チューブラーベル,スネアドラム,バスドラム,テナードラム,トムトム,シンバル,サスペンデットシンバル,タムタム,トライアングル,ウッドブロック,アンヴィル,バンダ (ピッコロ2,コルネット2,トロンボーン2,バスドラム,シンバル,トライアングル) |
| Cl.  | 3, E♭, Bass          | Eup.  | 1        | 他     | チェロ,ピアノ,ハープ,グロッケンシュピール,シロフォン,マリンバ,ヴィブラフォン,チューブラーベル,スネアドラム,バスドラム,テナードラム,トムトム,シンバル,サスペンデットシンバル,タムタム,トライアングル,ウッドブロック,アンヴィル,バンダ (ピッコロ2,コルネット2,トロンボーン2,バスドラム,シンバル,トライアングル) |
| Sax. | Alt. 2 Ten. 2 Bar. 1 | Tub.  | 1        | 他     | チェロ,ピアノ,ハープ,グロッケンシュピール,シロフォン,マリンバ,ヴィブラフォン,チューブラーベル,スネアドラム,バスドラム,テナードラム,トムトム,シンバル,サスペンデットシンバル,タムタム,トライアングル,ウッドブロック,アンヴィル,バンダ (ピッコロ2,コルネット2,トロンボーン2,バスドラム,シンバル,トライアングル) |

## 音源
ブラム・スニーケルス指揮、ラリン吹奏楽団による演奏が収録されたCDが発売されている。